# Nematocida
Ne pas confondre avec Nématocide, une classe de produits chimiques destinés à tuer les nématodes.
Genre
Nematocida est un genre de microsporidies. Ce sont des champignons pathogènes des nématodes, et notamment de l'animal modèle Caenorhabditis elegans.
Le genre n'est pas attribué à une famille pour le moment, mais les études phylogénétiques le placent près du genre Ovavesicula.

## Liste des espèces

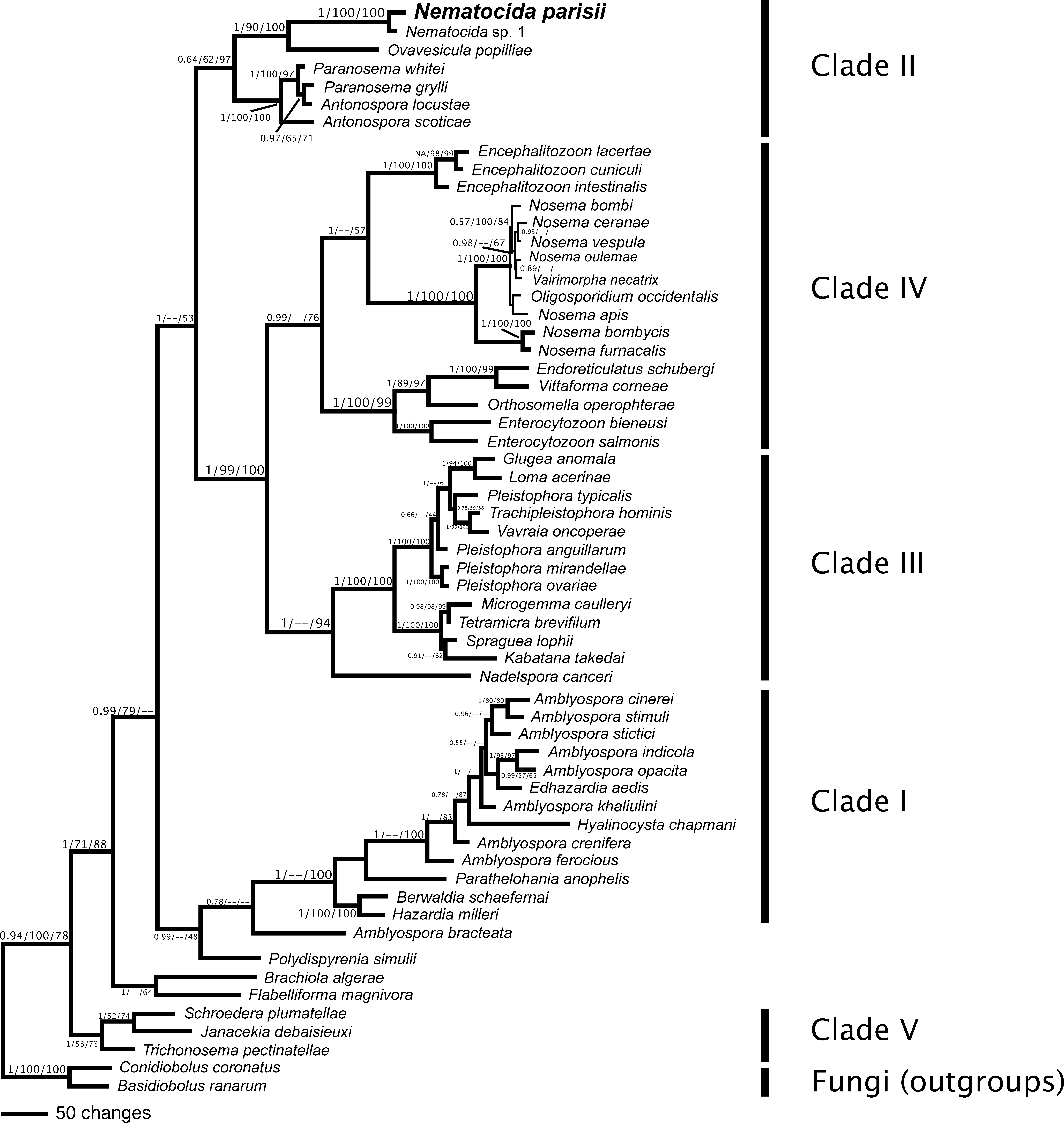
Cladogramme d'espèces de microsporidies. Les espèces de Nematocida sont situées en haut de l'arbre phylogénétique.

- Nematocida displodere
- Nematocida parisii